# María Martos
María Martos Arregui O'Neill (Manila, Filipinas, 1888-Madrid, 11 de junio de 1981) fue una feminista, cofundadora del Lyceum Club y residente en la Residencia de Señoritas. Fue conocida también como María Baeza, al tomar el apellido de su marido, el embajador Ricardo Baeza.

## Biografía
Martos era una feminista que centraba su lucha en conseguir una digna educación para la mujer.
Fue vocal en la junta directiva de la Asociación Nacional de Mujeres Españolas.
Era anfitriona de tertulias e íntima amiga de la familia Baroja. Amiga entrañable de Elena Soriano, era muy aficionada a montar tertulias literarias, a las que asistían, entre otros, la familia Baroja. Pese a su afición a escribir, no llegó  publicar ninguna obra, aunque sí fue colaboradora de su marido, Ricardo Baeza, editor y diplomático. 
Admiradora de la Institución Libre de Enseñanza, fue fundadora del Lyceum Club Femenino, y formó parte de la primera junta de la asociación con el cargo de bibliotecaria.
A finales de 1929 nació en Madrid, en conexión con la International League for Peace and Freedom (WILPF), una nueva asociación: Liga Femenina Española por la Paz, inicialmente formada por un comité de doce mujeres entre las que estaba María Martos, Clara Campoamor o Matilde Huici, entre otras activistas de la época.
Tras la guerra civil se exilió a Argentina, aunque pronto volvió a España, en el año 1947, retorno que no tuvo ninguna repercusión pública, sobre todo porque pese a su activismo en pro de la cultura, en concreto de la literatura, el no haber publicado ninguna obra, había restado méritos a su actividad.